# Жанакурилис (Сариагаський район)
Жанакурили́с (каз. Жаңақұрылыс) — село у складі Сариагаського району Туркестанської області Казахстану. Входить до складу Жібекжолинського сільського округу.
У радянські часи село називалось Жанакурлис.
Населення — 804 особи (2021; 771 у 2009, 560 у 1999, 444 у 1989).